# Mehdi Bennani

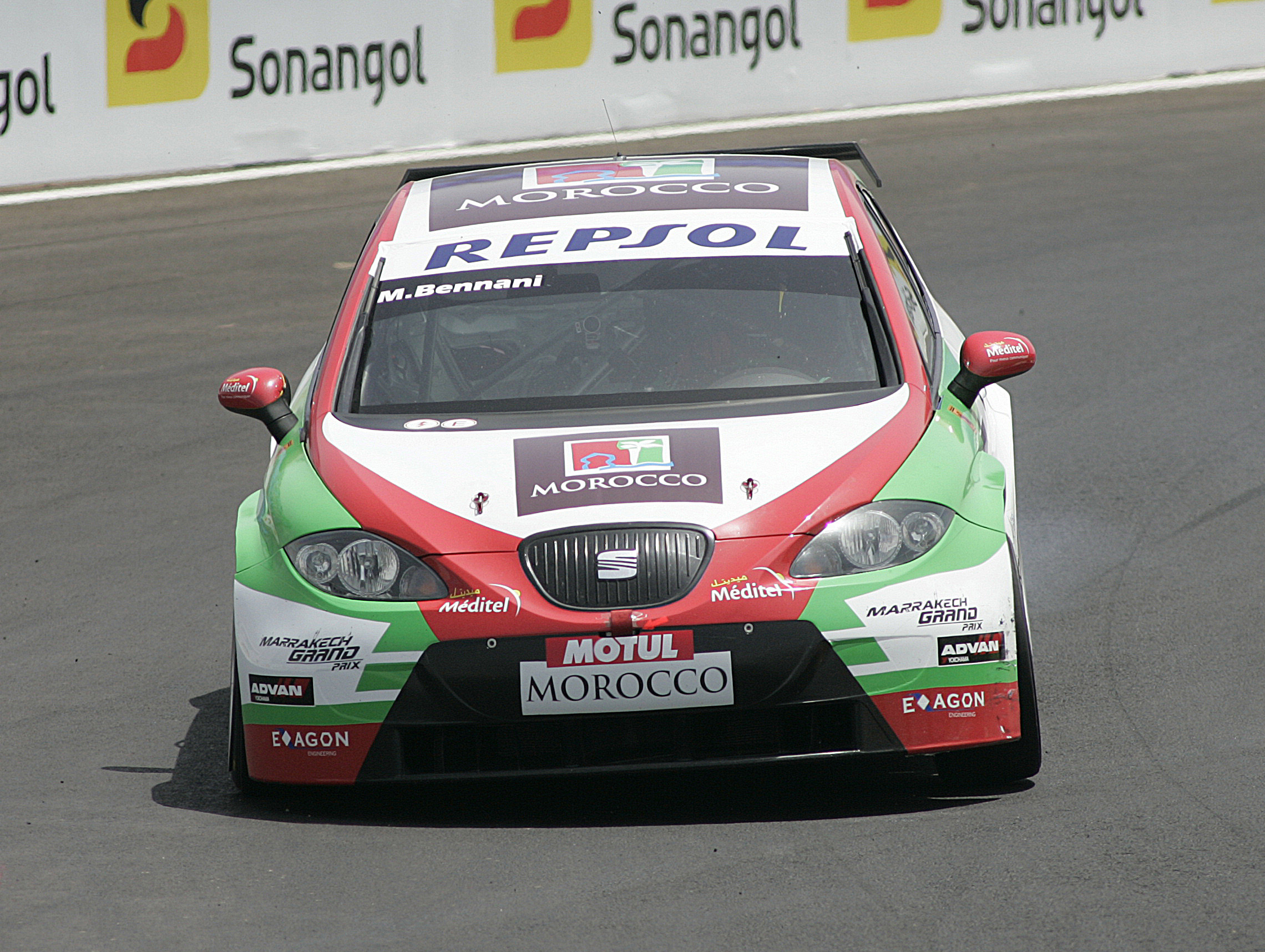
Bennani 2009 auf Seat Leon in Marrakech

Mehdi Bennani (* 25. August 1983 in Fès) ist ein marokkanischer Automobilrennfahrer.

## Karriere

### Anfänge im Motorsport
Wie die meisten Rennfahrer begann Mehdi Bennani mit dem Kart und gewann 2001 die marokkanische Meisterschaft. Zudem gewann er im gleichen Jahr die marokkanische Fiat Palio Trophy. Er wechselte anschließend zu den Monoposti und wurde 2004 Vizemeister in der Formel BMW Asia. Ab 2005 fuhr er für das Avalon-Formel-Team in der Formel-Renault-3.5-Serie, wo er gegen Fahrer wie Robert Kubica antrat. Er startete 2006 für das Team EuroInternational. 2007 wechselte er in die Euroseries 3000, in der er den vierten Platz errang. Im Jahr 2008 startete er in Pau beim Pau Historic Grand Prix, den er als Zweiter beendete. 

### Tourenwagen-Weltmeisterschaft
Im Mai 2009 gab Bennani in seiner Heimat auf dem Marrakech Street Circuit sein Debüt in der Tourenwagen-Weltmeisterschaft. Er fuhr einem Seat Leon 2.0 TFSI, welcher von Exagon Engineering vorbereitet wurde. Gesponsert wurde er vom marokkanischen Tourismusverband. Bennani war der erste Nordafrikaner in der WTCC, die zugleich ihr erstes Rennen auf dem afrikanischen Kontinent austrug. Er qualifizierte sich für den 14. Startplatz und beendete das erste Rennen als Neunter und bester Privatfahrer. Im zweiten Rennen wurde er ebenfalls Neunter und konnte sich somit für weitere Einsätze in der WTCC empfehlen. Exagon Engineering setzte ihn noch bei vier weiteren Rennen ein. 
Im Jahr 2010 wird Bennani einen BMW 320si des Wiechers-Sport-Teams pilotieren.